# Gutiérrez-Riff
Das Gutiérrez-Riff (spanisch Bajo Gutiérrez) ist ein etwa 3,6 m unter dem Meeresspiegel liegendes Felsenriff vor der Nordküste der Trinity-Halbinsel am nördlichen Ausläufer der Antarktischen Halbinsel. In der Gruppe der Duroch-Inseln liegt es 300 m nordnordöstlich des nördlichen Endes der Kopaitic-Insel.
Wissenschaftler der 2. Chilenischen Antarktisexpedition (1947–1948) benannten es nach einem an dieser Forschungsreise beteiligten Bootsmann.